# Flughafen Orsk

i7
i11
i13
Der Flughafen Orsk (russisch Аэропорт Орск, IATA-Code: OSW, ICAO-Code: UWOR) ist ein Verkehrsflughafen 14 km südlich der Stadt Orsk in der Oblast Orenburg in Russland. Er befindet sich direkt an der russisch-kasachischen Grenze.
Der Flughafen wurde 1958 eröffnet und bestand zunächst nur aus einer Grasbahn; 1982 kam ein Abfertigungsgebäude hinzu, 1987 wurde die Piste befestigt, sodass auch strahlgetriebene Flugzeuge den Flugplatz uneingeschränkt nutzen können. Derzeit werden von hier Linienflüge nach Orenburg, Moskau-Domodedowo und Jekaterinburg durchgeführt.